# قالبگیری تزریقی چند ماده

Co- فرایند قالب گیری تزریق مشترک

تکنیک MMM سه کاناله برای استفاده همزمان از سه ماده

قالبگیری تزریقی چند ماده (به انگلیسی: Multi-material injection molding) یا به اختصار (MMM) یک فرایند قالبگیری است که همزمان توسط دو یا چند ماده صورت می‌گیرد و یک قطعه پلاستیکی پیوسته اما با خاصیت‌های متفاوت در مکان‌های مختلف آن تولید می‌کند. به‌طور مشابه در فرایند سنتی قالبگیری تزریقی، در این فرایند نیز از موادی استفاده می‌شود که دمای ذوب یکسان یا نزدیک به یکدیگر داشته باشند تا مواد مذاب هنگام سرد شدن و انجماد بتوانند حفره‌ها و تخلخل‌ها را در قالبی که از قبل ماشین کاری شده‌است را پوشش دهند و آن‌ها را پر کنند و بدین ترتیب شکل ابزار یا قطعه مورد نظر را به دست آورند.
در ادامه برخی از مزایای روش (MMM) نسبت به روش‌های دیگر تولید آورده شده است اما قابل ذکر است این روش دارای مزایای دیگری نیز است. مزایای روش (MMM):
1. تولید قطعاتی که با توجه به موقعیت‌های مکانی مختلفی از قطعه دارای مدول الاستیکی متفاوتی باشند. (سختی متفاوت منطقه ای)
2. ایجاد یک سازه پیوسته اما با مواد مختلف در منطقه‌های مختلف (مانند مزیت قبلی با این تفاوت که در اینجا تمرکز اصلی بر آن است که پلیمرهای مختلفی مانند پلاستیک و لاستیک با یکدیگر پیوسته باشند)
3. ایجاد یک قطعه با استفاده از چندین پلیمر مستقل با رنگ‌های متفاوت.

دامنه کاربرد این روش بسیار گسترده‌است برای مثال از وسایل خانگی ساده گرفته مانند مسواک تا وسایل صنعتی بزرگ مانند ابزارهای برق.
سه روش اصلی استفاده از فرایند (MMM) عبارتند از:
- multi-component
- multi-shot
- over-molding

هر کدام از بخش‌های بالا می‌توانند دارای زیر مجوعه‌هایی باشند و خودشان به چندین بخش مختلف تقسیم شوند. در ادامه زیر مجموعه‌های اصلی شرح داده شده‌اند.

## روش Multi-shot injection molding[۳]
این روش به اختصار  (MSM) همچنین به نام قالب گیری تزریقی متوالی نیز شناخته می شود ، در این روش لایه های زیادی در راستای محور اصلی در کنار یکدیگر قرار می گیرند. به زبان دیگر مواد گرم و مذاب به داخل قالب توسط یک توالی خاصی و به نوبت و پس از یکدیگر تزریق می شوند. این کار یک اثر لایه بندی بین مواد ایجاد می کند در حالی که فعل و انفعالات پر انرژی که در مرز های مواد اتفاق می افتد را حفظ می کند. این عمل از آن جهت مهم است که پیوندهای بین لایه ها در بسیاری از موارد قوی تر از زمانی است که لایه ها بر روی یک قسمت از قبل خنک شده اعمال می شوند.
در حالی که روش های دیگری نیز موجود است، هنگامی که قطعه تولیدی از انواع زیاد هندسه های مختلف بین لایه هایش تشکیل شده باشد این روش ترجیح داده می شود.
فرایند (2K injection molding) زیر مجموعه (MSM) است و برای تولید محصولات با دو پلاستیک با رنگ های متفاوت استفاده می شود. این فرایند نیاز به دو ماشین مجزا قالبگیری دارد تا فرایند را تکمیل کنند. هر کدام از پلاستیک ها نیاز دارند تا به صورت جداگانه ذوب شوند اما محصول نهایی با یک بار قالبگیری تولید می شود.
زیر فرایند های MSM عبارتند از:
1.Rotary platen: این روش ساده ترین و پر استفاده ترین روش از زیر مجموعه MSM است. 
2.Index plate: این روش نیز بسیار به فرایند بالا شبیه است اما دارای توانایی های منحصر به فرد خودش نیز است.
3.Core Toggle: این روش راحت ترین روش از زیر مجموعه MSM است. به این دلیل که نیاز به جا به جایی هسته برای ایجاد هندسه های مختلف نیست بلکه با جا به جایی پیستون این تغییر در هندسه برای ما ایجاد می شود.

## روش Multi-component injection molding[۳]
این روش همچنین به نام قالب گیری تزریق  مشترک نیز شناخته می شود ، این روش به این گونه است که چندین ماده مذاب به قالب تزریق می شود و با بهم پیوستن این لایه ها به طور همزمان قطعه مورد نظر تشکیل می شود. به زبان دیگر این روش یک ساختاری مانند ساندویچ ایجاد می کند که دو مایع مذاب تزریق شده به طور همزمان موجود می باشند و در اطراف یکدیگر قالب می شوند و فرایند را تکمیل می کنند. با توجه به مرکز قطعه، مواد مذاب رو می توان به صورت متمرکز از یک ورودی یا به صورت منطقه ای و  از چندین ورودی به قالب تزریق کرد.
از ویژگی های این روش می توانیم به این اشاره کرد که هزینه تمام شده محصول کاهش پیدا می کند و می توان چگالی یا الاسیسیته محصول را تغییر داد تا روی آب شناور بماند یا باعث جذب ضربه شود. 

## روش Over-molding[۳]
این روش به طور موثر در تکنیک های لایه سازی در پلیمر ها کاربرد دارد. این فرایند به این شکل است که از یک رزین مایع استفاده می شود تا لایه های اضافی به ساختار قطعه موجود اضافه شود (این ساختار موجود می تواند یک قطعه از قبل ماشین کاری شده، یک قطعه پلاستیکی یا حتی یک قطعه از قبل آماده باشد). نمونه ای از چنین رزینی می تواند پلیمری باشد که تا اندکی بالاتر از دمای انقال شیشه اش (glass transition temperature) گرم شده باشد. قطعه موجود که رزین به آن اضافه می شود عموماً از طریق تزریق ساخته می شود و شاید دمایش نزدیک به دمای انتقال شیشه ای آن نیز باشد. این فرایند زمانی به خوبی کار می کند که لایه ها با تفاوت های هندسی در اطراف یک هسته مرکزی مورد نظر باشد.
این فرایند می تواند ترکیب دو ماده مختلف از هر جنسی باشد اما باید سازگاری بین دو ماده در نظر گرفته شود. 
این دو ماده می توانند: پلاسیتیک-پلاستیک ، پلاستیک-لاستیک و فلز-پلاستیک باشند.
در این روش چون می توان قطعاتی ترکیبی با فلز و پلاستیک ایجاد کرد ، طراح این قابلیت را پیدا می کند که از سبکی پلاستیک و مقاومت فلز در طراحی خود استفاده کند و قطعاتی با مزیت های متفاوت ایجاد کند و محدوده استفاده آن ها را در صنایع مختلف گسترش دهد.  

## مزیت ها[۶]
اگر قطعه مورد نظر دارای این قابلیت باشد که توسط روش (MMM) تولید شود بهتر است از این فرایند به جای فرایند های سنتی مانند قالب گیری تزریقی، استفاده کنیم. برخی از ویژگی هایی که باعث برتری روش (MMM) می شود به شرح زیر است:
- هزینه کمتر

- محصولی با کیفیت بالاتر

- کاهش هزینه و وقت عملیات های اسمبلی

- کاهش زمان در چرخه تولید محصول